# امیر حمزه آذرک
حمزه پسر آذَرَک شاری سیستانی معروف به حمزة بن عبدالله خارجی یک ایرانی (سیستانی) است که در اواخر سدهٔ دوم هجری در سیستان (۳۳ سال قبل از یعقوب لیث) بر ضد حکومت عرب‌ها قیام کرد و به مدت ۳۰ سال بر شرق ایران به صورت خودمختار حکومت نمود.
او در سال ۱۸۱ق بر هارون‌الرشید شورید و بر سیستان و کرمان و خراسان مسلط شد؛ و از سال ۱۸۱ تا ۲۱۳ق، از کابل تا فارس و از خراسان تا دریای عمان را تحت امر داشت. حمزه از خوارج بود و نسب خود را به زوِ طهماسب و پادشاهان کیانی می‌رسانْد و خود را «امیرالمؤمنین» می‌خوانْد.

## زندگینامه

### تولد و نسب
تاریخ و محل تولد حمزه کاملا روشن نیست و از ابتدای زندگی او اطلاعی وجود ندارد.
نام او به شکل‌های گوناگون ضبط شده است. نویسنده تاریخ سیستان
نسب حمزه را به زوِ طهماسب، پهلوان داستانی ایران، رسانده است. علی بن زید بیهقی
نیز اصالت خانوادگی او را تأیید کرده و نوشته‌است که پدر حمزه دهقان بود.
این‌گونه نسب‌رسانی‌ها در سیستان و نواحی شرقی ایران، در سده‌های نخستین اسلامی، در میان کسانی که داعیهٔ حکومت داشتند، معمول بود.

### محل تولد
زادگاه حمزه احتمالا رَوِن وَجول نام داشته که باید جایی در مشرق بُست به سوی رُخّج یا رُخَد
بوده باشد.
درباره این محل چیزی دانسته نیست.
با این‌که در تاریخ سیستان، شش ‌بار از این ناحیه یاد شده، اما گویا هیچ‌یک از جغرافیانویسان اسلامی از آن یاد نکرده‌اند.
جورجو اسکارچا در مورد این مکان پژوهش فراوان کرده‌است.

### نام پدر
نام پدر حمزه را به تفاوت اترک، آذرک، اکرک، أدرک،
ابرک و اَدْرد نوشته‌اند و در بعضی منابع، او حمزه خارجی خوانده شده است.

### دین پدر حمزه
آذرک، اترک و ادرک همه از یک ریشه و به معنای آتش‌اند.
بنابراین، پدر حمزه که در تاریخ سیستان از او با نام عبداللّه یاد شده، ابتدا آیین زردشتی داشته یا حتی از سرسپردگان ایزد زون بوده است و پس از این‌که اسلام آورده، نام عبداللّه را برای خود برگزیده است.
نویسنده تاریخ سیستان، به سبب میهن‌دوستی و همدلی آشکارش با آرمان حمزه، به نام و سابقه زردشتی پدر حمزه اشاره‌ای نکرده و برخلاف بیهقی که دشمن حمزه است، از او بیزاری نجسته است.

## فعالیت‌ها

### شروع فعالیت‌ها
درباره تاریخِ آغاز فعالیت‌های حمزه، اختلاف‌نظر وجود دارد.
طبری آغاز قیام را در خراسان، ضمن رویدادهای سال ۱۷۹ (عهد ولایت منصور بن یزید در خراسان) دانسته و بغدادی و گردیزی نیز همین تاریخ را ذکر کرده‌اند.
ابن ‌اثیر با اندکی تفصیل آن را در رویدادهای سال ۱۸۰ آورده و مؤلف تاریخ سیستان قیام حمزه را در ۱۸۱ ذکر کرده است.

### کشتن عامل سیستان
در سال ۱۸۰ هارون‌الرشید، منصور بن یزید را از حکومت خراسان عزل کرد و علی بن عیسی بن ماهان را عامل خراسان گرداند.
در روزگار علی بن عیسی، حمزه تا پوشنگ رفت.
به روایت شهرستانی، حمزه از یاران حُصین یا حضین بن رَقّاد اَوْقی بود که چند دهه پیش از او قیام کرده و در سال ۱۴۰ کشته شده بود.
با توجه به اینکه، حمزه ۷۳ سال بعد از قتل حضین بن رَقّاد، یعنی تا ۲۱۳ می‌زیسته، بعید به نظر می‌رسد که وی از همراهان حضین بن رَقّاد بوده باشد.
احتمالا منظور شهرستانی، حضین خارجی است که در سال ۱۷۵ در سیستان قیام کرد.

### حمزه و شورش خلف خارجی
حمزه پس از کشتن عامل سیستان شهرت یافت و از سیستان گریخت و به حج رفت.
پس از بازگشت به سیستان، دریافت که شورشی به رهبری خَلَف خارجی، پیشوای فرقه خلفیّه، درگرفته و دامنه آن رو به گسترش است.
وی نیز حدود پنج‌هزار هوادار خارجی از جمله هواداران خلف و نیز حامی احتمالی او، مولی حضین، را گردآورد و در بسکر (بسکو یا همان لشکر) شورش نمود.

## گزارش بغدادی از حمزه
بغدادی گزارش نسبتاً مفصّل‌تری درباره زندگی حمزه به دست داده است.
بیشتر مطالب او در منابع دیگر یافت نمی‌شود؛ اما متأسفانه این مطالب تاریخ روشن و قطعی ندارند.
بنابه گزارش بغدادی، حمزه ابتدا به جنگ بَیْهَسِیه، فرقه‌ای از خوارج، رفت و بسیاری از آنان را کشت و از سوی پیروانش به امیرالمؤمنین ملقب شد.
در ادامه نبرد با رقیبان، حمزه گروهی از سپاهیان خود را برای نبرد با فرقه خازمیه در فَرجِرد (از شهرهای هرات) فرستاد و بسیاری از آنان را نابود کرد.
درگیریهایی نیز با خوارج ثعلبی، در یکی از روستاهای نیشابور داشت که تاریخِ آن‌ها ذکر نشده است.

## قیام حمزه

### حمله به قهستان
ظاهراً، نخستین هجوم نظامی حمزه در خارج از سیستان، لشکرکشی وی در سال ۱۷۹ به قهستان بود.
قهستانیان هر چه حمزه خواست به او دادند و او بازگشت، اما نخستین عملیات گسترده حمزه برضد حکام دست‌نشانده خلیفه، در شوال ۱۸۲ صورت گرفت.

### حمله سپاهیان خراسان به حمزه
علی بن عیسی بن ماهان، فرزند خود عیسی را در رأس سپاهی به جنگ حمزه گسیل داشت.
نیروهای حمزه بسیاری از سپاهیان عیسی را کشتند.
عیسی به خراسان گریخت و حَفْص بن عمر بن تَرْکه (والی سیستان) نیز پنهان شد.

### منع مردم از خراج به بغداد
در نتیجه، سیستان و اطراف آن به دست نیروهای حمزه افتاد.
حمزه از همه سیستانیان خواست که دیگر خراج و مال به سلطان ندهند و از آن روز به بعد دیگر از سیستان به بغداد دخلی نرسید.

### حمزه و اشراف سیستان
پیروزی حمزه و اقدامات او اشراف و بزرگان سیستان را که منافعشان با خلافت عباسی همسو بود، به وحشت انداخت و از حاکم خراسان خواستند حاکم جدیدی برگزیند.
علی بن عیسی، سیف بن عثمان طارابی را برای نماز و جنگ و حضین بن محمد قوسی را برای خراج سیستان برگزید و آنان در محرّم ۱۸۶ به سیستان رفتند.
حمزه در خلال سال‌های ۱۸۶ تا ۱۹۰، یورش‌های مکرری به خراسان و سیستان نمود.
در ۱۸۸، پس از نبردهایش در نیشابور با سپاهیان علی بن عیسی، به سیستان بازگشت و بعضی از عاملان آن‌جا را کشت.

### حمزه و رفتار خشن با مردم
در منابع دیگر، برخلاف تاریخ سیستان، از درگیری‌ها و رفتار خشونت‌آمیز حمزه با مردم خراسان صحبت شده است.
وی در خلال یکی از یورشهایش به خراسان، به هرات روی آورد ولی با مقاومت عمرو بن یزید اَزْدی حاکم آن‌جا روبه‌رو شد.
مردم شهر دروازه‌ها را بستند و از ورود حمزه به شهر جلوگیری نمودند.
حمزه در بیرون شهر، به آزار مردم پرداخت و بسیاری از آنان را کشت.

### درگیری حمزه و عیسی بن علی
پس از قتل ازدی، علی بن عیسی فرزند خود حسین را به فرماندهی ده هزار جنگجو برای نبرد با حمزه برگزید، اما چون حسین از درگیری با حمزه اجتناب می‌نمود، علی بن عیسی او را عزل و پسر دیگرش عیسی را فرستاد.
در نبردی که در اطراف بادغیس رخ داد، عیسی شکست خورد.

### نبرد دوباره عیسی و حمزه
علی بن عیسی دوباره او را برای نبرد با حمزه به نیشابور فرستاد.
این‌بار، عیسی ضرباتی به سپاه حمزه وارد کرد.
به نوشته بغدادی، گذشته از پیروان حمزه، شصت تن از سران لشکرش نیز کشته شدند و او ناچار عقب‌نشینی کرد و به سیستان بازگشت، اما مردم زَرَنج وی را به شهر راه ندادند.

### شکست حمزه
حمزه برای ورود سپاهیانش به شهر، دستور داد که رنگ لباسشان را به سیاه که شعار عباسیان بود تغییر دهند، ولی چون حیله حمزه برملا شد، در خارج شهر به راهزنی پرداختند.
بعد از شکست حمزه از نیروهای عیسی بن علی و ناکامی در ورود به زرنج، حمزه با باقی‌مانده سپاه خود، که گردیزی به اغراق شمار آنان را چهل‌هزارتن و ابن ‌اثیر تنها چهل تن ذکر کرده است، به قُهستان رفت.

### کشتار یاری دهندگان به حمزه
به نوشته گردیزی و ابن ‌اثیر، علی بن عیسی چندتن از سران لشکر خود را به اوق و جُوَین، از دهات سیستان، فرستاد.
آنان خوارج قَعَده (بازنشسته از جنگ) و روستاییانی را که به حمزه کمک کرده بودند (حدود سی هزار تن)، قتل عام کردند.
سپس، عبداللّه بن عباس نسَفی، حاکم جدید سیستان، حدود سه میلیون درهم مال و خراج از مردم گرفت و به خراسان فرستاد.

### بازگشت حمزه به سیستان
حمزه پس از درگیری‌های متعدد با سپاهیان عیسی بن علی، به ویژه طاهر بن حسین حاکم پوشنگ، در سال ۱۹۰ به سیستان بازگشت و قدرت او بیش‌تر شد.

### لشکرکشی هارون‌الرشید برای نبرد با حمزه
وحشت از گسترش نفوذ حمزه، علی بن عیسی را واداشت تا نامه‌ای برای هارون‌الرشید بفرستد.
در پی وصول این نامه، هارون‌الرشید تصمیم گرفت خود به جنگ حمزه برود، اما خبر حمله سپاه روم به سرزمین‌های اسلامی، او را مجبور کرد از ری به بغداد بازگردد.
البته آنچه در تاریخ سیستان آمده با منابع دیگر متفاوت است، به طوری که برای مثال ابن ‌اثیر تاریخ این رویداد را ۱۹۲ نوشته و از بازگشت هارون‌الرشید از ری به سرحدات روم هم سخنی نگفته است.

### عزل علی بن عیسی
در سال ۱۹۱، هارون به علت ناکامی علی بن عیسی در نبرد با حمزه، او را پس از یازده سال از حکومت خراسان برکنار و هَرْثَمة بن اَعْیَن را به جای او منصوب کرد.
برای مقابله با قیام رافع بن لیث در این سال (۱۹۱)، هرثمه بیشترین نیروهای خود را اعزام کرد.
این امر سبب شد تا خوارج با فراغ بال بیشتری به فعالیت‌های خود بپردازند.
بعضی منابع تصریح کرده‌اند که در این زمان عاملان خلیفه از هرات و سیستان به سوی حمزه آمدند.

### حرکت شخص هارون برای نبرد با حمزه
نابسامانی اوضاع در سرزمین‌های شرقی خلافت موجب شد که هارون شخصآ فرماندهی سپاهیانش را برای سرکوبی حمزه و رافع بن لیث برعهده گیرد.
در بیشتر منابع، سبب حرکت هارون به ایران سرکوبی قیام رافع بن لیث دانسته شده است.

### نامه هارون به حمزه
هارون پس از فرونشاندن قیام خراسان و ماوراءالنهر و سیستان، در گرگان توقف کرد و در صفر ۱۹۳، نامه‌ای به حمزه نوشت.
در تاریخ سیستان، متن این نامه و نیز پاسخ حمزه به هارون ذکر شده، ولی در هیچ منبع دیگری به این مکاتبات اشاره نشده است.

### دعوت حمزه به اطاعت
هارون در نامه‌اش که دبیرش، اسماعیل بن صُبَیح حَرّانی، آن را نوشت، حمزه را به اطاعت از کتاب خدا و سنّت پیامبر و پرهیز از سرکشی دعوت کرد.
او ضمن یادآوری نبردهایی که بین عمالش و حمزه در شهرهای خراسان، سیستان، فارس و کرمان روی داده بود، عزم خود را مبنی بر فراموش کردن گذشته اعلام داشت و تعهد کرد که هر چه غنیمت نصیب حمزه و یارانش شده است، برایشان محفوظ بماند.

### تهدید هارون و پاسخ حمزه
هارون در پایان نامه، ضمن تهدید حمزه در صورت نپذیرفتن شرایط او، با وی اتمام حجت نمود، اما حمزه در پاسخ خود را امیرالمؤمنین خواند، خلافت عباسی، از جمله خلافت هارون‌الرشید، را نامشروع خواند، پایبندی خود و یارانش را به کتاب خدا و سنّت نبوی اعلام نمود و هارون را به رفتاری براساس این دو اصل دعوت کرد.
حمزه پس از فرستادن نامه، با سی‌هزار سوار از زهاد و قراء، برای جنگ با هارون از سیستان خارج شد.
به نوشته تاریخ سیستان، بیشتر مردمی که گرد او جمع شده بودند، «مهریه زنان بدادند و وصیت.ها بکردند و کفن‌ها اندر پوشیدند و سلاح‌ها از برِ آن».

### خبر مرگ هارون‌الرشید
سپاهیان حمزه که به نیشابور رسیده بودند، با شنیدن خبر مرگ هارون در طوس (در جمادی‌الآخره ۱۹۳) و بازگشت سپاهیانش به بغداد، متوقف شدند.
حمزه پنج هزار نفر از لشکریانش را در دسته‌های پانصد نفری به خراسان، سیستان، فارس و کرمان اعزام داشت و به آن‌ها سفارش نمود که مگذارید این ظالمان بر ضعفا جور کنند.

### ابهامات زندگی حمزه پس از نامه هارون
از این تاریخ به بعد، زندگی حمزه در هاله‌ای از ابهام قرار دارد.
نویسنده تاریخ سیستان از سفرهای طولانی او در سال ۱۹۳، به چین و ماچین و ترکستان و روم، برای مبارزه با کافران و مشرکان یاد کرده است.
البته رفتن حمزه به همه این سرزمین‌ها و جنگ در آن‌ها محتمل نیست، احتمال دارد که حمزه، در ایامی که در خراسان و سیستان نبود، در مرزهای این استان‌ها با هندیان و احیانآ ترکان نبردهایی کرده باشد، ولی رفتن او به روم و چین بعید به‌نظر می‌رسد.
ازاین‌رو گزارش تاریخ سیستان درباره تاخت و تازهای حمزه به این سرزمینها، آشکارا داستانی برساخته است.
در تاریخ سیستان به فعالیت‌های حمزه، پس از نامه او به هارون‌الرشید، هیچ اشاره‌ای نشده است.

### زخمی شدن حمزه
به گفته گردیزی، در سال ۱۹۴ عبدالرحمان نیشابوری با حدود بیست هزار نفر از غازیان نیشابور و خراسان، برای مقابله با حمزه که سپاهیانش تنها شش هزار نفر بودند، حرکت کرد.
او بسیاری از یاران حمزه را کشت و حمزه که زخمی شده بود، به سوی هرات متواری شد.
گردیزی و بغدادی به خطا گفته‌اند که حمزه در پایان همین درگیری به قتل رسید، در حالی که دلایل روشنی وجود دارد که حمزه در سال ۲۱۳ درگذشته است.

### اتحاد حمزه با لیث بن فضل
به نوشته تاریخ سیستان، در گزارش رویدادهای تاریخی درباره حاکمان سیستان، در زمان مأمون، در سال ۱۹۹، شورشی به رهبری حرب بن عُبیدة در بُست درگرفت.
او شایع کرد که با حمزه سرِ جنگ دارد.
مأمون، لیث بن فضل معروف به ابن ‌مرسل (ابن ‌ترسّل) را به سیستان فرستاد.
لیث بن فضل در جمادی الاولی ۲۰۰ به زرنج رسید و با چهارصد سواری که در اختیار داشت شهر را اشغال کرد.
سپس، به نبرد حرب بن عبیدة رفت که با سی‌هزار سوار و پیاده در بیرون شهر به سرمی‌برد، اما بدون نتیجه بازگشت.
در این هنگام، حمزه از سوی مُکران به سیستان رفت.
لیث بر آن شد تا با حمزه، در برابر حرب بن عبیدة هم‌پیمان گردد.
حمزه از این اتحاد استقبال کرد و در نبردی خونین نیروهای حرب را شکست داد.
مناسبات دوستانه میان لیث بن فضل و حمزه تا سال ۲۰۴ که لیث تصدی امارت سیستان را برعهده داشت، ادامه یافت.
حمزه تا زمان مرگ نیرومند باقی‌ماند و همه سواد سیستان را در اختیار داشت و دوره فعالیت او بیش از سی سال طول کشید.

## درگذشت حمزه
به نوشته تاریخ سیستان، او در جایی به نام بهِش در ۱۲ جمادی‌الآخره ۲۱۳ درگذشت.

## شیوه رفتاری حمزه
درباره روش و رفتار حمزه اقوال گوناگونی نقل شده است که قضاوت درباره او را مشکل می‌نماید.
آشفتگی مطالب در این باب و منطبق نبودن روایتهای تاریخ سیستان با دیگر منابع بر این مشکل می‌افزاید، اگر چه، مبنای عقیدتی خوارج و به‌ویژه فرقه‌ای که نام خود را از حمزه گرفته (حمزَوِیّه) و نشان‌دهنده آرای ویژه اوست، بعضی اعمال و قساوت‌های او را توجیه می‌کند.
در تاریخ سیستان آمده است که حمزه هنگام بامداد برغَلَسْ (سپیده دم) به شهر سیستان آمده و چون بانگ نماز، بسیار شنید، سپاهیان خود را برگرداند و گفت در شهری که در آن چندین تکبیر و تهلیل بگویند، شمشیر نباید کشید.

### نقل‌های متفاوت درباره حمزه
به نوشته بیهقی حمزه نسبت به مردم کینه‌توز شده بود.
اما براساس تاریخ سیستان، یعقوب لیث هنگامی که می‌خواست یکی از خوارج را از روش غیر اصولی‌اش باز دارد، از او خواست که رفتار حمزه را سرمشق خود قرار دهد.

## برای مطالعهٔ بیشتر
- ادموند بوسورث (٦ مارس ٢٠١٢). «ḤAMZA B. ĀḎARAK». دانشنامه ایرانیکا. دریافت‌شده در ٢٧ مرداد ١٣٩٣.